# Loção de Kummerfeld
A loção de Kummerfeld ou loção de enxofre precipitado é uma loção utilizada pela medicina no tratamento de acne e como antiseborreico.